# Enrique Salas
Enrique Salas (Maracaibo, Estado Zulia; 13 de julio de 1968) es un actor, comediante, productor, director y dramaturgo venezolano, conocido por sus comedias «Relatos Borrachos y Mujeres Infieles».

## Biografía
Enrique Salas cursó sus estudios de primaria y bachillerato en el Ciclo Básico "Carraciolo Parra Pérez", de donde egresó como Bachiller en Humanidades en el año de 1986.
Su madre fue fundadora de la Orquesta Sinfónica de Maracaibo y de ahí nace su amor por las artes escénicas, debido a que justo al lado de la sede de la Orquesta a donde acudía a los ensayos por su pasión por la música, se encontraba la Escuela de Artes Escénicas y después de presenciar la función de la obra "El pasajero del último vagón" del grupo RajaTabla, supo qué quería hacer con su vida.
Se mudó a Caracas y en 1997 obtiene el título de Licenciado en Teatro y forma parte de la segunda promoción de la mención en Gerencia de Producción del Instituto Universitario de Teatro de Caracas.
Además de esto realizó un Diplomado de Dramaturgia en la Universidad Central de Venezuela.
El 19 de abril de 2018 contrae nupcias con el economista Venezolano Tonny Andrés Tover Felce.
Diseñó para Daniel Sarcos el espectáculo "La Travesia" bajo el sello de producción de su creación The Latin Bolero Show en sociedad con el productor Jesús Fuenmayor, lograron reunir en un mismo escenario a estrellas de gama internacional.

## Obras destacadas

### Relatos Borrachos
Esta obra nace en 2011 como resultado del contacto directo de Enrique Salas con el alcoholismo y la pérdida de su padre alcohólico, lo cual hizo que éste se interesara en el tema. Enfocada como una lúcida y divertida mirada sobre nuestra sociedad y su ambivalente relación con el consumo excesivo de alcohol, a través de relatos, experiencias y testimonios, esta obra nació a partir de un proceso de investigación, para contar con humor franco y sin prejuicios las distintas situaciones que se viven bajo los efectos del alcohol, disfrutado con las jocosas ocurrencias de un borracho y, al mismo tiempo, de los efectos desgarradores que causan las bebidas alcohólicas cuando se convierten en una adicción incontrolable.

### Divorciémonos Cariño
Es una puesta en escena que nos invita a reflexionar sobre la cotidianidad de una pareja que unidos por el amor atraviesan diferentes situaciones de la vida que pondrán a prueba su tolerancia. Esta obra es una cotidiana historia en tono de comedia que relata la serie de circunstancias cambiantes que vive una pareja desde su noche de bodas, a través de las vivencias de un matrimonio que llega sublimemente a la separación.

### Relatos de Alcoba
Lo oculto, el tabú y el humor a su máxima expresión están reflejados en esta pieza teatral, donde los personajes se confiesan ante la humanidad de todo aquello que hacemos en nuestro cuarto pero que nadie quiere contar.

### Relatos de Amor
El amor sigue protagonizando las obras de Enrique Salas en todas sus manifestaciones. El amor más allá de la pareja, el de la madre a un hijo, la despedida de mamá, el amor prohibido que te parece imposible y el amor que te daña pero que no te sientes capaz de dejar, son todos amores al fin y se encuentran agrupados en esta obra.

### El Sauna
En solo 15 minutos las verdades ocultas de dos personajes se relatan en esta obra, en donde la decisión más importante de sus vidas debía ser tomada, el punto de encuentro es El Sauna, lugar donde Rodolfo y Diego acostumbraban a ir a depurar sus cuerpos y parte de sus almas. Pero el destino les hizo una jugada donde su propia imprudencia y un tercero se interponen entre los dos.

### Mujeres Infieles
Esta comedia nos presenta diferentes cuadros de mujeres que se niegan a conformarse con la pareja que el destino les ha presentado, que no las llena plenamente y han decidido seguir experimentando la larga búsqueda del verdadero y supremo amor. Verdades, narraciones, diálogos y mucho humor son los ingredientes que esta comedia que tiene como bandera que bien vale la pena seguir el camino de la vida hasta que aparezca ese príncipe azul que te hará feliz.

### Reflexiones con tres de ellos
Esta pieza nos pasea por las anécdotas, emociones, y ocurrencias de un grupo de hombres, quienes nos cuentan sus propias historias; dejando así al descubierto sus distintas ópticas y puntos de vista, pero, sobre todo, evidenciando que el sexo masculino también busca el amor.

### Yo con mi arte tengo
Una sencilla pero simpática comedia llena de enredos y ocurrentes salidas, donde el humor, los malos entendidos y el amor se unen para que el espectador interprete y comprenda una vez más, que las imposiciones nunca triunfan sobre la vocación personal de cada individuo.

### Se abrió la jaula
Es una pieza en donde tres travestis “Marylanda”, “La Guaca” y “Glamour”, reviven los capítulos más divertidos y también los más amargos de sus vidas, en un pequeño cabaret cuyo gran esplendor se quedó en los 80’s.

### Yo soy la loca de la casa
Esta obra es un homenaje a todas aquellas mujeres valientes que decidieron ser actrices y dieron todo por el arte escénico, y a consecuencia de esto, han sido señaladas por sus familiares y amigos como “La loca de la casa”.
La comedia se divide en cuadros donde se rinde tributo a los géneros de: la telenovela, el cine y el teatro destacando siempre el humor y la sátira desde el punto de vista de las actrices en su ámbito profesional.

### Sin Pecado Concebida
La comedia cuenta la historia de Luisa, una mujer que en nombre de Dios cita a la amante de su esposo a una iglesia para un ajuste de cuentas. Durante el encuentro la dama acusa a su rival de haber seducido a su marido, el hombre por quien sacrificó su juventud.

### Actualidad (2018)
En la actualidad Enrique Salas escribe y dirige los espectáculos: "Pecadoras", "Los hombres casados quieren... Y los solteros también" para la apertura de Paseo Wynwood a mediados de 2018 en la ciudad de Miami. 
Trabaja para la campaña cultural de "Francis Suarez" alcalde de Miami Dade.

## Otros trabajos

### Productor de las obras para el Centro de Directores para el Nuevo Teatro
- El Autobús
- Ambas Tres
- Palabras Encadenadas
- El Método Gronhol

### Productor y director de Teatro Infantil para la compañía “Lily Álvarez Sierra” (la más antigua y reconocida compañía de Teatro de Venezuela y de Latinoamérica)
- El Libro de la Selva
- La Caja Musical
- Tierras de Aventuras
- Martí para los Niños
- El Circo más Grande del Mundo

### Productor de los musicales
- El Mundo de Oz
- La Bella Durmiente
- El Príncipe Valiente[14]
- Hércules El Héroe de las Estrellas de Arte[15]

### Director de las obras
- El pez que fuma
- Yo si soy arrecha[16]
- Mi Marido es un cornudo[17]
- Mi mejor marido